# Ісламознавство
Ісламозна́вство — релігієзнавча дисципліна, що вивчає іслам: його догматику, історію, культуру, право, економіку мусульманських народів тощо. Ісламознавство не займається ні критикою ісламу, ні його апологетикою, а є джерелом неупередженої інформації про іслам, духовні цінності та орієнтири його послідовників.
На відділеннях ісламознавства в університетах поряд із ісламознавчими дисциплінами глибоко вивчають арабське письмо і мову, а також перську, турецьку та інші мови мусульманських народів.